# 王庭 (嘉靖進士)
王庭（1488年—1571年），字直夫，號陽湖，直隸蘇州府長洲縣人，明朝政治人物。

## 生平
正德八年（1513年）癸酉科應天鄉試第六名舉人，嘉靖二年（1523年）中式癸未科會試第一百七十八名，二甲第四十六名進士。授許州知州，改國子監博士，七年（1528年）四月與禮部精膳司郎中丘其仁任山西鄉試正副考官。升南京禮部祠祭司主事，轉刑部郎中，出為福建按察司僉事、兵備建寧，改兵備汀漳，升江西布政使司參議，以病致仕。

## 家族
曾祖王可行；祖父王珉；父王頤，處州府儒學訓導。前母薛氏；母俞氏。慈侍下。兄王恩、王祿、王文。子王敬臣（字以道，號少湖，1513-1595），受業於魏校，以仁孝著稱，蘇州有“大儒巷”以其德行命名紀念。